# Arion fuligineus
Arion fuligineus is een slakkensoort uit de familie van de Arionidae. De wetenschappelijke naam van de soort is voor het eerst geldig gepubliceerd in 1854 door Pierre Marie Arthur Morelet.